# Cott (entreprise)
Pour les articles homonymes, voir Cott (homonymie).
Cott est une entreprise canadienne présent dans les boissons, présente dans les soda, les boissons énergisantes, les jus de fruits, etc. 

## Histoire
En 2010, Cott a acquis l'entreprise américaine Cliffstar.
En novembre 2014, Cott acquiert l'entreprise américaine DSS Group, présente dans l'eau et le café pour 1,25 milliard de dollars.
En juillet 2017, Refresco annonce l'acquisition des activités d'embouteillage de Cott, incluant 29 sites de productions dont 19 aux États-Unis, pour 1,25 milliard de dollars.